# Friedrich Zobel
Il barone Thomas Friedrich Zobel von Giebelstadt und Darstadt, conosciuto anche col nome di Friedrich Zobel, (Brema, 17 marzo 1799 – Villach, 12 luglio 1869), è stato un militare austriaco.
Raggiunse il grado di Feldmarschallleutnant.

## Biografia
Proveniente da una famiglia della bassa nobiltà austriaca, Friedrich Zobel era figlio del barone Johann Philipp Zobel von Giebelstadt zu Darstadt (24 febbraio 1768 - 22 luglio 1850) e di sua moglie Anna Evans d'Urell (1770 - 13 gennaio 1863), figlia a sua volta del colonnello inglese sir Thomas Evans d'Urell.
Compì i propri studi nell'accademia militare Teresiana. Nel 1848 nel corso della prima guerra di indipendenza fu Comandante militare del Tirolo a Trento e si distinse nella repressione dell'avanzata nel Trentino dei Corpi Volontari Lombardi macchiandosi del crimine di aver dato l'ordine, il 16 aprile, della fucilazione sommaria, avvenuta nel Castello del Buonconsiglio, di 21 volontari catturati nei pressi di Vezzano.
Nei mesi successivi comandò una brigata e fu impegnato nella battaglia di Santa Lucia del 6 maggio e in quella di Calamasino e Cisano del Garda il 29 maggio, ove con 4.000 uomini fu respinto dall'artiglieria del generale Michele Giuseppe Bes mentre si apprestava a rompere l'accerchiamento piemontese per portare aiuto alla fortezza di Peschiera assediata dai piemontesi e al generale Radetzky impegnato nella battaglia di Curtatone e Montanara.
Fu onorato dall'imperatore Francesco Giuseppe della medaglia dell'Ordine Militare di Maria Teresa, il 27 novembre.
Il 30 aprile 1849 venne nominato generale maggiore, divenendo in seguito governatore della fortezza di Verona dove era di sede una delle guarnigioni più fornite del Regno Lombardo-Veneto e che costituirà uno dei principali punti di scontro della seconda guerra d'indipendenza italiana.
Il 12 maggio 1853 venne promosso al grado di feldmaresciallo luogotenente e, nel 1859, nel corso della seconda guerra di indipendenza prese parte ad importanti operazioni militari come la direzione della battaglia di Palestro. L'esercito austriaco gli intitolò il 61º Reggimento fanteria "Barone Zobel" che seppure stanziato a Festung Arad in Romania combatté in quel periodo in Italia.
Si ritirò dalla vita militare il 23 marzo 1864 e morì il 12 luglio 1869.

## Matrimonio e figli
Zobel si sposò l'8 luglio 1843 con Emily Karoline (n. 26 luglio 1816), figlia del colonnello inglese Tobias Kirkwood di Castletown; da questo matrimonio nacquero due figlie:
- Aimée (n. 2 marzo 1844)
- Henriette (n. 12 aprile 1846)